# Nowiny Horynieckie
Nowiny Horynieckie (w latach 1977–1981 Nowiny) – wieś w Polsce położona w województwie podkarpackim, w powiecie lubaczowskim, w gminie Horyniec-Zdrój.
W latach 1975–1998 miejscowość administracyjnie należała do województwa przemyskiego.
Wierni Kościoła rzymskokatolickiego należą do parafii Niepokalanego Poczęcia Najświętszej Maryi Panny w Horyńcu-Zdroju.

## Historia wsi
W II Rzeczypospolitej miejscowość w powiecie lubaczowskim województwa lwowskiego. W latach 1943–1945 nacjonaliści ukraińscy z OUN-UPA zamordowali 32 Polaków, w tym większość w czasie napadu w nocy z 16 na 17 sierpnia 1944. Spalono wówczas większość zabudowań.
Po tym wydarzeniu polscy mieszkańcy zostali przesiedleni. Część z nich założyła pod Lubaczowem nową wieś Piastowe (dziś Piastowo), a część po zakończeniu akcji „Wisła” w 1948 r. powróciła do Nowin. Dnia 7 września 2008 Stowarzyszenie Rozwoju Nowin Horynieckich, Stowarzyszenie Spadkobierców Polskich Kombatantów II Wojny Światowej oraz wójt gminy Horyniec Zdrój upamiętnili tablicą polskich mieszkańców tej wsi, zamordowanych przez UPA.

## Zabytki
- Według rejestru zabytków NID[9] na listę zabytków wpisana jest drewniana kaplica pw. św. Antoniego z 1896, z otoczeniem leśnym, nr rej.: A-40 z 21.09.2001.
- We wsi znajduje się barokowa kapliczka domkowa, której powstanie tradycja wiąże z wojną polsko-turecką i tzw. wyprawą na czambuły hetmana Jana Sobieskiego w 1672 r.[10].

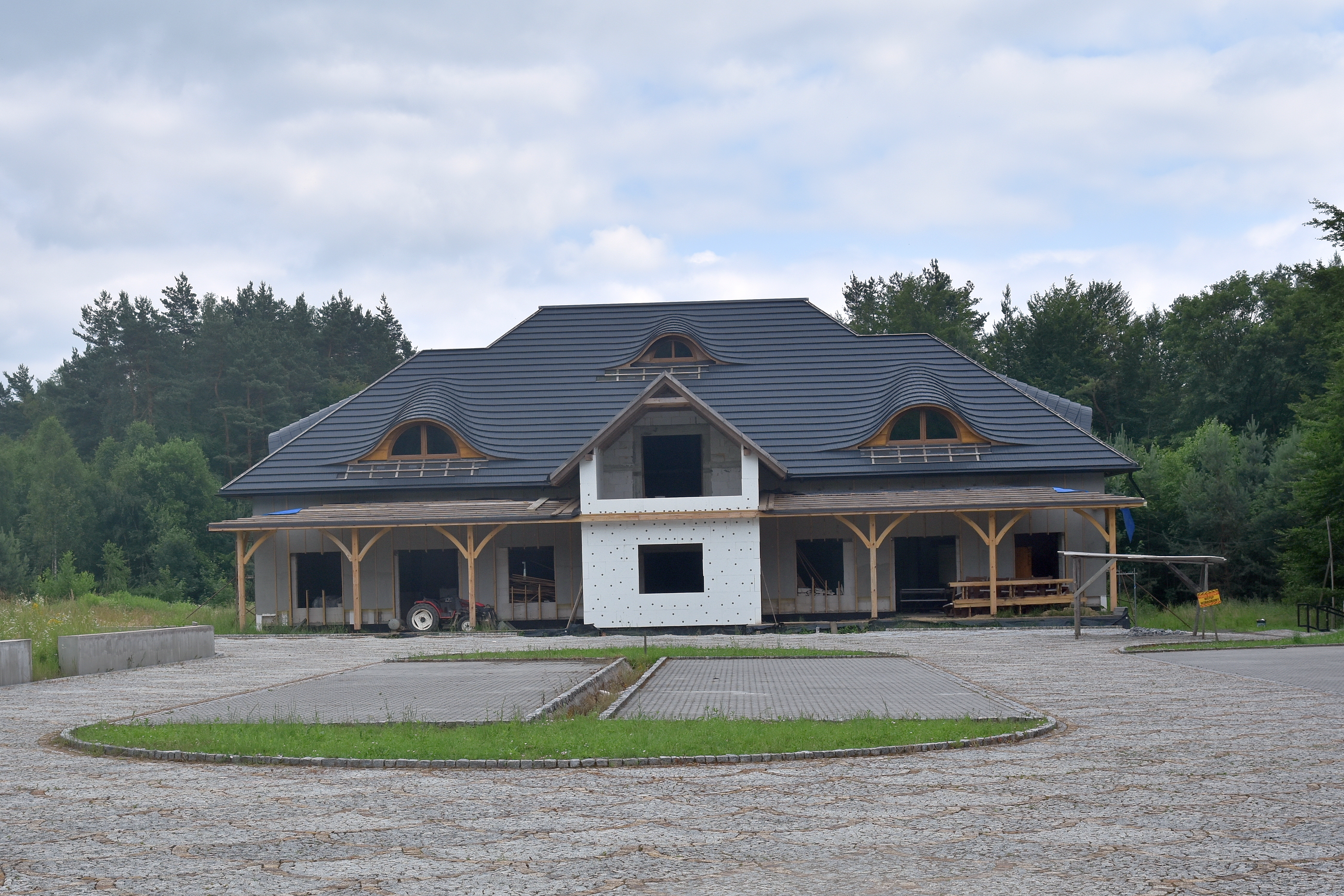
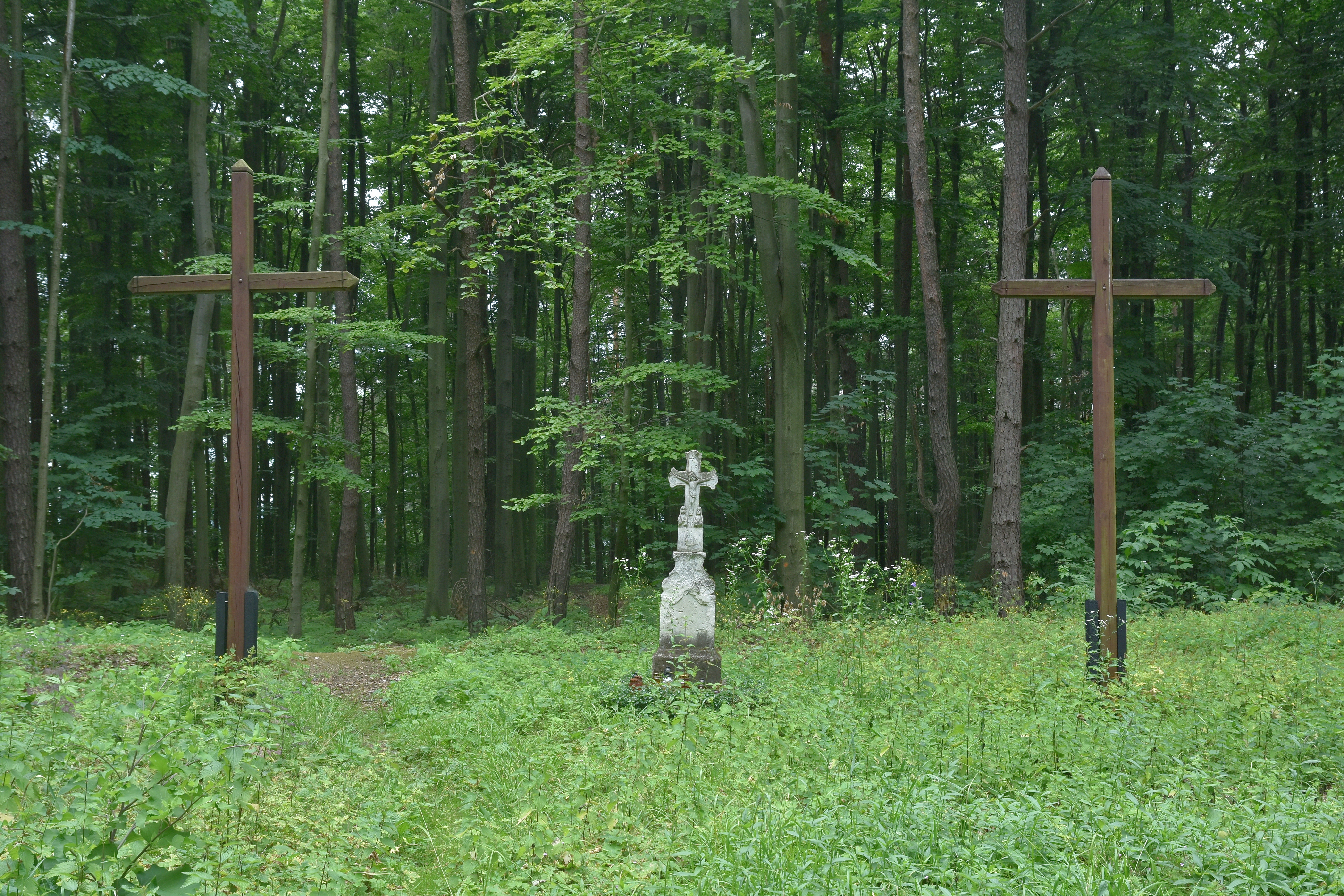
Cmentarz I wojny światowej
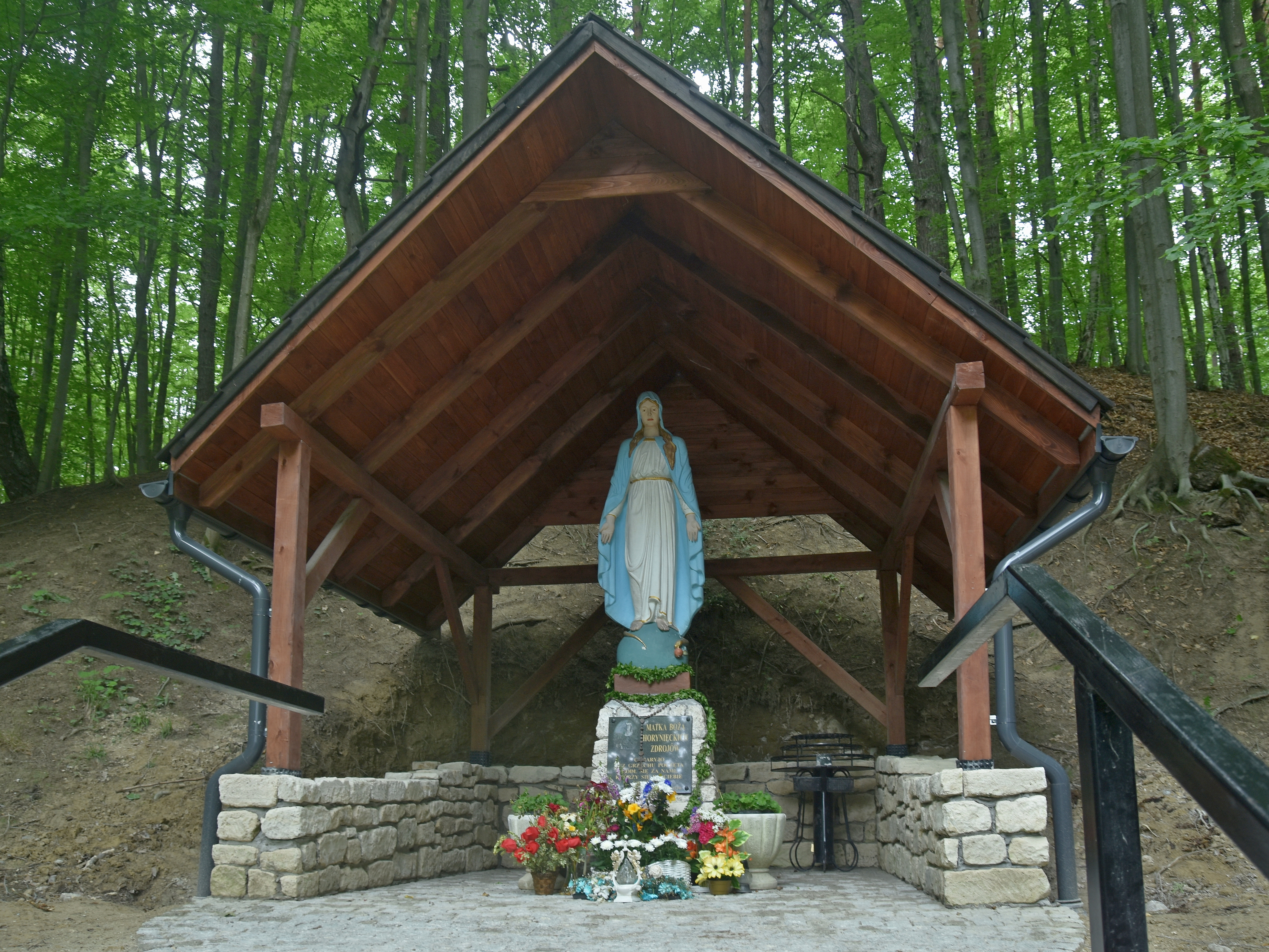
Figura Matki Boskiej

## Turystyka
Przez Nowiny Horynieckie prowadzi zielony szlak turystyczny  Szlak im. św. Brata Alberta z Narola do Horyńca-Zdroju, związany z działalnością i życiem św. Brata Alberta Chmielowskiego i bł. Bernardyny Marii Jabłońskiej, urodzonej w Pizunach koło Narola.
W lesie nieopodal wsi znajduje się wystający z ziemi kamień z okrągłym otworem, otoczony innymi głazami. W lokalnej tradycji nazywany bywa „Roztoczańskim Stonehenge”.